# リバティーンズ革命
『リバティーンズ革命』 (The Libertines) は、イギリスのロックバンド、ザ・リバティーンズが2004年8月30日にリリースした、2ndアルバムである。フロントマンであるカール・バラーとピート・ドハーティの関係について書かれた曲が多いアルバムとなっている。リリース後、即座に全英1位を記録した。
2004年11月22日、ボーナスDVDと共に再リリースされた。DVD名は『ボーイズ・イン・ザ・バンド』であり、ライブ映像、インタビュー、「キャント・スタンド・ミー・ナウ」のPVが収録されている。
アルバム・カバーは、ドハーティが釈放後にタップ＆ティンで行われたギグで撮影されたものである。 ドハーティはアルバム制作時バンドを抜けかけていたため、アートワークの選択などに関わっていない。

## 収録曲
1. キャント・スタンド・ミー・ナウ "Can't Stand Me Now" （ドハーティ、バラー、ハマートン) – 3:23
2. ラスト・ポスト・オン・ザ・バグル "Last Post on the Bugle" （ドハーティ、バラー、マイケル・バウアー） – 2:32
3. ドント・ビー・シャイ "Don't Be Shy" （ドハーティ、バラー） – 3:03
4. ザ・マン・フー・ウッド・ビー・キング "The Man Who Would Be King" （ドハーティ、バラー） – 3:59
  - 元ザ・クラッシュのミック・ジョーンズがピアノを弾いている。
5. ミュージック・ホエン・ザ・ライツ・ゴー・アウト "Music When the Lights Go Out" （ドハーティ、バラー） – 3:02
6. ナルシシスト "Narcissist" （バラー） – 2:10
7. ザ・ハ・ハ・ウォール "The Ha Ha Wall" （ドハーティ、バラー） – 2:29
8. アルバイト・マハト・フライ "Arbeit Macht Frei" （ドハーティ） – 1:13
  - タイトルは、ナチズムの強制収容所の門に書かれた「働けば自由になる」からとられている。
9. キャンペーン・オブ・ヘイト "Campaign of Hate" （ドハーティ） – 2:10
10. ホワット・ケイティー・ディド "What Katie Did" （ドハーティ） – 3:49
11. トゥームランズ "Tomblands" （ドハーティ、バラー） – 2:06
12. ザ・サーガ "The Saga" （ドハーティ、ポール・ラウンドヒル） – 1:53 
  - ポール・ラウンドヒルからの手紙にインスパイアされている。内容は、ピート・ドハーティへの深刻化している麻薬中毒に関する警告。
13. ロード・トゥ・ルーイン "Road to Ruin" （ドハーティ、バラー） – 4:21
14. ホワット・ビケイム・オブ・ザ・ライクリー・ラッズ "What Became of the Likely Lads" （ドハーティ、バラー）
フランス "France" （バラー）（隠しトラック） – 5:54

日本盤ボーナス・トラック
1. ドント・ルック・バック・イントゥ・ザ・サン（ニュー・バージョン） "Don't Look Back into the Sun" （ドハーティ、バラー）
2. サイクロップス "Cyclops" （ドハーティ、ピーター・ウルフ）
3. ディリー・ボーイズ "Dilly Boys" （ドハーティ、バラー）

日本盤ボーナス DVD
1. "What a Waster" (Live at The Factory, Japan)
2. "Death on the Stairs" (Live at The Factory, Japan)
3. "Up the Bracket" (Live at The Factory, Japan)
4. "I Get Along" (Live at The Factory, Japan)
5. "The Boy Looked at Johnny" (Live at The Factory, Japan)
6. "The Boy Looked at Johnny" (Live at Moby Dick, Spain)
7. Busking for Beer + Assorted Covers and Song Segments (Live at Filthy McNasty's Pub, London)
8. "Can't Stand Me Now" (Video)
9. Photo Gallery
10. Extras (Footage of Band, Interviews and NME award footage)

「ホワット・ビケイム・オブ・ザ・ライクリー・ラッズ」のあとに隠しトラック「フランス」が収録されている。